# On-Orbit Servicing

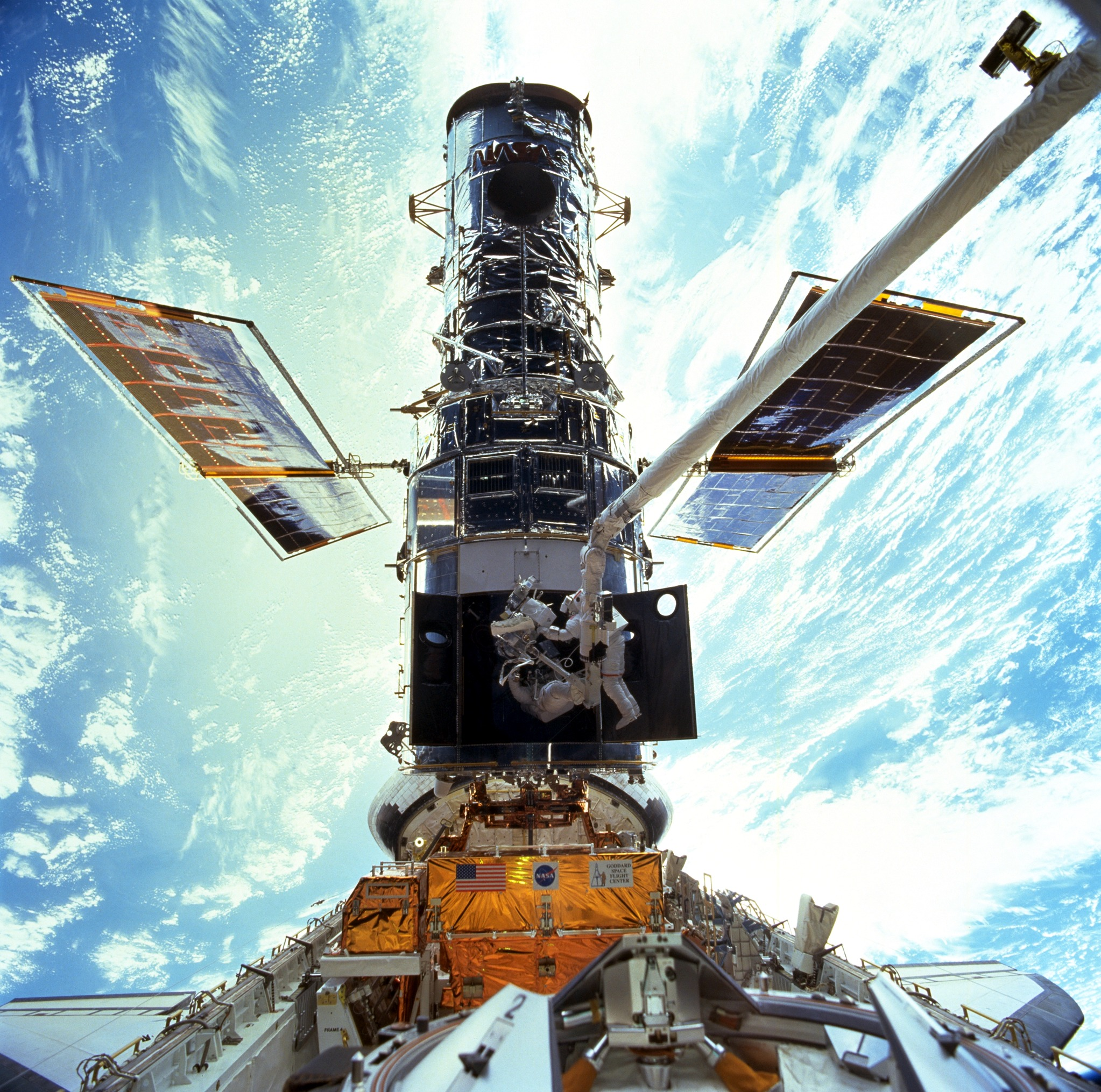
Wartungs- und Instandsetzungsarbeiten am Hubble-Weltraumteleskop durch die Astronauten Smith und Grunsfeld

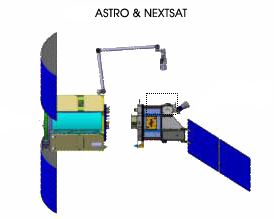
Orbital Express: ASTRO und NEXTSat

On-Orbit Servicing (Abk.: OOS) beinhaltet Montage-, Wartungs- und Instandsetzungsarbeiten an einem im Orbit befindlichen künstlichen Objekt (Satellit, Raumstation, Raumfahrzeug) mit dem Ziel die Nutzungsdauer des Zielobjektes zu verlängern und/oder dessen Fähigkeiten zu erweitern (Upgrade). OOS kann hierbei in bemannte und unbemannte Missionen untergliedert werden.

## Hintergrund

### Bemannte OOS-Missionen
Bemannte OOS-Missionen können als Bestandteile der bemannten Raumfahrt angesehen werden. Sollte eine Systemkomponente versagen, versucht die Besatzung dieses zu reparieren oder zu ersetzen, ob an einem Raumschiff oder an einer Raumstation. Im Nachfolgenden einige erfolgreiche OOS Missionen:
- Skylab (1973): Skylab war die erste Raumstation, bei der eine geplante OOS-Mission mit der Besatzung beim Eintreffen durchgeführt werden musste.[1]
- Solar Maximum Mission (1980): Erster modular aufgebauter NASA-Satellit.[1]
- Palapa-B2 und Westar-VI (1984)
- Saljut 7 (1985): Reaktivierung und Reparatur der vollständig ausgefallenen Raumstation durch die Besatzung von Sojus T-13
- Hubble-Weltraumteleskop (1993–2009)
- Raumstationen, wie Mir und ISS: Aufbau, Instandhaltung, Erweiterung

### Unbemannte OOS-Missionen
Während bemannte OOS-Missionen zwangsläufig zum Standard in der bemannten Raumfahrt gehören, sind die meisten unbemannten noch auf theoretisch-experimentellem Level. Das einzige bereits einsatzreife System ist das Mission Extension Vehicle von Northrop Grumman.
Im Nachfolgenden einige Projekte und Studien zu OOS:

#### Unbemannt durchgeführte Projekte
Space Robot Technology Experiment (ROTEX, 1993):
Das ROTEX (sensorbasierter Roboterarm) startete 1993 mit der Spacelab-D2-Mission der Columbia. Das Experiment demonstrierte erfolgreich, dass die Meilensteine für robotische Anwendungen im Weltraum wie sensorbasierte und geteilte Autonomie und die Echtzeitteleoperation von einer Bodenstation aus möglich sind.
Ranger Telerobotic Flight Experiment (RFX/TFX, 1993–2005):
Das Space Systems Laboratory an der University of Maryland widmet sich der Aufgabe, dass Robotersysteme dem Menschen bei Weltraumspaziergängen produktiv unterstützen. Das Ranger Telerobotic Flight Experiment (RTFX oder TFX) begann 1993 und sollte eine wissenschaftliche Mission mit dem Ziel sein, eine Datenbasis in Beziehung zwischen einen Reparatursatellit und einer Bodenstationssimulation zu erhalten. Für dieses Experiment war ein Satellit und eine ähnliche Unterwasserversion (Neutral Buoyancy Vehicle, NBV) vorgesehen. Das TFX-Programm ging 1996 in das Ranger Telerobotic Shuttle Experiment (RTSX oder TSX) über. Jedoch wurde die finanzielle Unterstützung der NASA 2001 eingestellt.
Engineering Test Satellite VII (ETS-VII) mit GETEX (1998)
Robotics Component Verification on ISS (ROKVISS, 2005–2010):
ROKVISS war ein Experiment zum Testen robotischer Komponenten unter Weltraumbedingungen. Ende Januar 2005 wurde der zweigelenkige Roboterarm mit seiner Plattform am russischen Service Modul der ISS montiert. Die Kommunikationsverbindung war ein direkter Radiolink, das bedeutet, deren Verbindung zur Bodenstation nur für maximal acht Minuten per Orbitumlauf aufrechterhalten erhalten werden kann.
Weitere:
- Experimental Satellite System 10 (XSS-10, 2003) und XSS-11 (2005)
- Demonstration for Autonomous Rendezvous Technology (DART, 2005)
- Orbital Express (2007)
- Prisma (2010)
- Robonaut 2: transportiert zur ISS im Februar 2011

#### Konzepte und Studien
Experimental Servicing Satellite (ESS, 1993):
Die ESS-Studie und der dafür vorgesehene Labordemonstrator wurden nach der erfolgreich durchgeführten ROTEX Mission (1993) gestartet. Ziel dieser Studie war die Bestimmung des dynamischen Verhaltens bei Rendezvous- und Dockingmanövern. Hierfür wurde ein Dockingmechanismus entwickelt, welcher sich in das Apogäumstriebwerk des Zielsatelliten (wenn vorhanden) einklinken kann.
Spacecraft Modular Architecture Design For On-Orbit Servicing (SMARD, 1996):
Bei der SMARD-Studie wurde das Kosten-Nutzenverhältnis von OOS-Missionen evaluiert. Ein Konzept dabei sah die Stationierung von 10 oder weniger Reparatursatelliten im LEO auf verschiedenen Orbitebenen vor. Diese können dann zum OOS eingesetzt werden, jedoch müssen die zu reparierenden Satelliten OOS-fähig sein.
Operational Servicing Satellite (ESS – OSS, 1999):
Aufgrund der ROSAT-Entwicklung, bei dem keine Triebwerke für eine Wiedereintritts-Initiierung vorgesehen waren, wurde die ESS-OOS Studie in Auftrag gegeben. Bei dieser Studie sollten mögliche Einfang- und Wiedereintrittsstrategien untersucht werden.
Spacecraft Life Extension System (SLES, ~2002):
Das SLES, welches in Kooperation zwischen DLR und Orbital Recovery Corp. entwickelt werden sollte, sah einen Reparatursatelliten vor, der an einen beeinträchtigten Telekommunikationssatelliten im GEO andocken soll, mittels des in der ESS-Studie entwickelten Systems, um dessen Antriebs-, Lageregelungs- und Navigationssystem zu übernehmen. Alternativ soll auch ein gestrandeter Satellit in den richtigen Orbit manövriert werden können.
Robotic Geostationary orbit Restorer (ROGER, 2002):
ROGER wurde 2002 von der ESA als Machbarkeitsstudie initialisiert, bei der ein nicht dafür vorgesehener geostationärer Satellit eingefangen und ein Orbitmanöver durchgeführt werden soll. Das DLR war in der Analyse der zwei Strategien involviert. Das eine Konzept sah bei der Durchführung der Einfangaktion ein Seil und das andere einen Greifer vor.
Technology Satellite for Demonstration and Verification of Space Systems (TECSAS, 2001–2006):
ECSAS war ein deutsch-russisches Projekt zur Qualifizierung von robotischen Komponenten, welches im Jahre 2001 initialisiert wurde. Die Missionsdurchführung sah ein Rendezvous-, ein Annäherungs-, ein Umrundungsmanöver zur Inspektion, einen Formationsflug und weitere Manöver zum Einfangen und Manipulieren vor. Das Projekt wurde 2006 gestoppt. Die Erkenntnisse gingen in das Projekt Deutsche Orbitale Servicing Mission (DEOS, 2007) über.
Deutsche Orbitale Servicing Mission (DEOS, 2013–2018):
Das Projekt DEOS der DLR sollte zur Datengewinnung bzgl. einer Systemlösung zum Bergen von havarierten Satelliten aus den Umlaufbahnen dienen. Ziel der Mission, die Ende 2017 starten sollte, war die Erprobung des sicheren Anfliegens und Einfangens von unkontrolliert fliegenden Satelliten. Die Mission hätte aus zwei Satelliten bestanden, wobei der eine den havarierten Satelliten simuliert hätte und mit dem anderen die Technologieerprobung durchgeführt worden wären. Das Projekt wurde 2018 aufgegeben.

## Arten von OOS-Missionen
In der Literatur können folgende OOS-Arten identifiziert werden:
- Betankung: Auffüllen der Verbrauchsgüter beim Zielsatelliten mit z. B. Treibstoff, Kühlmittel, …

- Orbitmanöver: Korrektur der Orbitbahn nach fehlerhaften Orbiteinschuß durch die Transferstufe oder vorzeitigem Zielsatellitenausfall, bevor dieser auf den Friedhofsorbit transferiert werden konnte.

- Reparatur: Repariert werden könnte ein einfacher Schadensfall, wie ein Versagen des Ausfahrens einer Antenne, oder ein komplexer Schadensfall, was dem Ausfall einer Komponente bedeutet. Ist der Zielsatellit nicht für eine Reparatur vorgesehen, können mitunter komplexe Schadensfälle nicht repariert werden.

- Upgrade: Austausch von Systemkomponenten mit Komponenten neuester Technologie, die eine Steigerung des Nutzens, des Zielsatelliten, ermöglichen.

- Aufbau und Montage großer Strukturen: Das Prinzip des Aufbaus großer Strukturen wird in der NASA mit „Born-in-space architecture“ bezeichnet. Hierbei werden große Strukturen modular aufgebaut und die Teilsysteme im Orbit zu einem Objekt zusammengefügt.

- Weltraummüllbeseitigung: Die Beseitigung des Weltraummülls ist eine Art „Orbitmanöver“, wobei das Zielobjekt (defekter Satellit, ausgebrannte Oberstufe, …) auf einen Wiedereintrittsorbit transferiert wird. Hintergrund ist die Überlegung, die als Kesslersyndrom bezeichnet wird, dass bei weiterer Zunahme des Weltraummülls eine Raumfahrt nicht mehr möglich sein könnte.

Weitere Überlegungen in diese Richtung führen zum Aufbau von Depots für Verbrauchsgüter. Das Hermes-Konzept greift diese Idee mit der Nutzlaststation auf. Hierdurch wird dem Reparatur-/Servicesatellit ermöglicht mehrere Zielsatelliten anfliegen zu können, um einen Service durchzuführen.
Sullivan konnte in seiner Dissertation fünf Service- bzw. Fehlerarten und deren Fehlerhäufigkeit identifizieren. Diese geben eine Auskunft darüber, welche aufgelistete OOS Art am häufigsten vorkommt und damit das größte Potential besitzt:
1. 57,4 %: Komplexe Wartungs-, Instandhaltungs- und Reparaturarbeiten
2. 17,7 %: Orbitmanöver
3. 12,1 %: Inspektion
4. 7,8 %: Betankung
5. 5,0%: Einfache Wartungs-, Instandhaltungs- und Reparaturarbeiten

Aus der Auflistung wird ersichtlich, dass der Ausfall von Komponenten (komplexe Reparaturarbeiten/Schadensfälle) eine der häufigsten Fehlerursachen ist. Da diese die größte Herausforderung an die Technologie des Reparatursatelliten darstellt und die Servicezeit erheblich verlängert wird, falls der Austausch einer Komponenten überhaupt möglich ist, wurde die Designphilosophie der Orbital Replacement Unit entwickelt. Diese soll den Aufwand des Services erheblich reduzieren, so dass komplexe Reparaturarbeiten übergehen in einfache.

## Orbital Replacement Unit
Das Orbital Replacement Unit-Konzept (ORU) ist eine Designphilosophie für künstliche Weltraumobjekte, wie Satelliten, Raumschiffe und Raumstationen. Dabei wird der Satellit so in Module aufgeteilt, dass diese bei einer Service-Mission ohne größere Probleme ausgetauscht werden können. Hauptaugenmerk liegt dabei auf Größe, Zugänglichkeit und einfach zu verbindende Schnittstellen zum Rest des Satelliten. Beispiele für die Anwendung dieses Konzepts sind z. B. die Solar Maximum Mission, das Hubble-Weltraumteleskop und die Internationale Raumstation.
Ein typisches ORU am Hubble-Weltraumteleskop wird als eine separate Box am Satelliten, die mittels Verschlüsse und Konnektoren montiert und demontiert werden kann, bezeichnet.

## Rahmenbedingungen

Satellitenverteilung im GEO

Satellitenverteilung im GEO (detaillierter Ausschnitt)

Satellitenverteilung im LEO

Satellitenverteilung im LEO (detaillierter Ausschnitt)

Im Nachfolgenden wird einfachheitshalber als Beispiel das Objekt Satellit verwendet, jedoch beziehen sich die Rahmenbedingungen auf Objekte (Satellit, Raumstation, Raumschiff, Weltraummüll, …). Die Rahmenbedingungen sind dabei dieselben, jedoch können geringfügige Variationen auftreten. In der NASA-Studie konnten acht Kategorien/Rahmenbedingungen identifiziert werden. Die nachfolgenden vier Punkte stimmen im Wesentlichen mit den acht Kategorien der NASA-Studie überein:
Ort des Zielsatelliten – hat Einfluss auf: Wirtschaftliches Potential, die Telekommunikationsverbindung, den Servicesatelliten, die Missionsart
Der Ort der Zielsatelliten, ob erdnah (LEO, GEO, …) oder erdfern (Lagrange-Punkte Sonne-Erde, Mars, …), hat einen Einfluss auf die Art der Satelliten die am Zielort vorkommen (militärisch, kommerziell oder wissenschaftlich). Für Servicemissionen werden die verschiedenen Bereiche unterschiedlich hohe Ausgaben tätigen (können). Neben der Satellitenart ist auch die Erreichbarkeit mehrerer Zielsatelliten von Bedeutung. So erfordern Bahnneigungsänderungen im LEO (schon von weniger als 1°), aufgrund der hohen Orbitgeschwindigkeit, einen extrem hohen Treibstoffbedarf, was zur Folge hat, das eine Servicemission meist nur das Erreichen eines Zielsatelliten beinhaltet. Im GEO hingegen liegen die meisten Satelliten, aus Bahnneigungssicht, nah beieinander und aufgrund der geringeren Orbitgeschwindigkeit sind Bahnneigungsänderungen nicht so Treibstoffintensiv (siehe Diagramme bzgl. Satellitenverteilung). Eine weitere Herausforderung wird durch die sich ändernden Umweltbedingungen hervorgerufen, die wiederum die Auslegung des Servicesatelliten (Lebensdauer, Redundanzen, …) bestimmen. Das nächste Problem des Ortes bezieht sich auf die Entfernung zum Kontrollzentrum. Die Telekommunikationsverbindung hat dabei Einfluss auf die Art einer robotischen Servicemission. Dies kann durch Kombination von bemannten mit unbemannten Missionen (der Roboter für den EVA-Einsatz) kompensiert werden.
Status des Zielsatelliten – hat Einfluss auf: die Missionsart, den Servicesatelliten
Unter Status kann zum einen der Zustand bei der Durchführung einer OOS Mission und zum anderen dessen Auslegung bezeichnet werden. Der Zustand kann dabei kontrollierbar oder nicht kontrollierbar sein, was die Annäherung und das Einfangen des Zielobjektes erschwert. Ein Randbereich in diesem Zusammenhang sind militärische Satelliten, die ein eventuelles Verteidigungssystem gegen sich nähernde Satelliten besitzen könnten. Weiterhin kann das Design des Zielsatelliten für eine Servicemissionen ausgelegt sein (durch Serviceschnittstellen, ORU, …). Ist dies nicht der Fall, wird der Servicevorgang erheblich erschwert, so dass eine OOS Mission z. B. nur bemannt durchgeführt werden kann.
Telekommunikationsverbindung – hat Einfluss auf: die Missionsart, den Servicesatelliten
Die mögliche Kommunikationsdauer (LEO-Satellit mit einer Bodenstation ca. 10 min pro Orbitumlauf) und die Dauer zur Informationsübertragung (zwischen Erde und GEO-Satelliten: 2 × 35.000 km/300.000 km/s ~ 1/20 s) besitzen einen erheblichen Einfluss auf robotische Servicemissionen. Robotische Missionen können dabei telepräsent, teil- oder vollautonom sein: Grad der Automatisierung. Sollte eine nur kurzzeitige Verbindungsdauer vorliegen (z. B. 5.10 Minuten pro Überflug), können telepräsente Missionen eventuell nicht durchgeführt werden, da die Zeitdauer zur Durchführung einer Aktion zu gering ist. Weiterhin können telepräsente Missionen auch nicht durchgeführt werden, wenn die Übertragungsdauer zu groß wird (Verzögerung zwischen Befehlsaussendung und Aktionsdurchführung). Je geringer die Automatisierung, desto höher das Datenvolumen, das zwischen den Kontrollzentrum und dem Servicesatellit ausgetauscht werden muss. Das Datenvolumen bestimmt dabei das benötigte Frequenzband.
Missionsart – hat Einfluss auf: den Servicesatelliten
Eine Servicemission kann bemannt oder unbemannt durchgeführt werden. Eine bemannte Mission kann jedoch von robotischen Systemen unterstützt werden. Die Missionsart hängt vor allem von der Serviceaufgabe am Zielsatelliten ab, d. h. wie komplex ist die Aufgabe die durchgeführt werden muss? Je geringer die Aufgabenkomplexität (z. B. Betankung mit einer am Satelliten vorgesehenen Schnittstelle), umso eher kann eine vollautonome unbemannte Mission durchgeführt werden.

## Vor- und Nachteile
Die Nachteile einer OOS Mission werden in der Literatur meist nicht explizit angegeben. Diese können jedoch aus der Überlegung heraus, wie ein Zielsatellit aufgebaut sein sollte, extrapoliert werden. Zum einen erfolgt eine Massenerhöhung, da Komponenten für den Austausch leicht zugänglich und die Schnittstellen klar definiert und vorhanden sein müssen. Dies hat Auswirkung auf die Entwicklungskosten (zusätzliche Rahmenbedingungen). Die damit einhergehende Massenerhöhung hat eine Auswirkung auf die Transportkosten und die Treibstoffmasse, die wiederum die Lebensdauer des Satelliten bestimmt. Überdies hinweg existiert noch keine Serviceinfrastruktur, so dass Satellitenhersteller ihren Satelliten hierfür derzeit nicht auslegen würden.
Vorteile von OOS Missionen, wenn die Infrastruktur hierfür einmal existiert, wären:
- Reduzierung des Risikos von Missionsstörungen/-ausfällen: Sollten während einer Mission Störfälle, wie das Versagen von Komponenten oder ein nicht erreichen des Zielorbits, auftreten, so könnten diese Fehler behoben werden und die Mission kann ohne weitere Beeinträchtigungen fortgeführt werden.

- Reduzierung der Missionskosten: Dies wird dadurch ermöglicht, dass die Satellitenhersteller geringere Redundanzen einbauen dürften und die Komponenten für eine geringere Lebensdauer ausgelegt werden könnten. Dies ermöglicht weiterhin eine Auftrennung zu hochwertigen und minderwertigen Komponenten (z. B. Hardware vs. Treibstoff), welches wiederum die Wahl des Trägersystems bzgl. der Zuverlässigkeit/Kosten beeinflusst.

- Erhöhung des Missionsnutzens: Hierbei können vor allem wissenschaftliche Missionen, durch Upgrades, profitieren, da die technologische Entwicklung häufig schneller voranschreitet, so dass bei Missionsdurchführung die Hardware schon nicht mehr auf dem aktuellen Stand ist. Dies wird besonders bei Missionsdauern von >5–10 Jahren deutlich, bei denen schon einige Jahre an Entwicklungs- und Produktionszeit vergangen sind.

- Erhöhung der Missionsflexibilität: Diese Flexibilität wird durch den Austausch von Hardware erreicht. Bei diesen Upgrades könnten nicht nur vorhandene Instrumente verbessert werden, sondern es könnten auch neue Komponenten, die ein neues Missionsziel verfolgen, integriert werden.

- Ermöglichung neuartiger Missionen: In diesem Bereich ist vor allem die „Born in-space architecture“ von Interesse. Diese ermöglicht neuartige Konzepte, die wiederum Einfluss auf das Missionsdesign haben. Eine dieser Strukturen ist die ISS.